# Обзово
Обзово је највиши врх на острву Крку, и шести острвски врх по висини у Хрватској од 569 метара.

## Географске особине
Обзово се налази на југоистоку острва Крка, и дели Башћанску долину од Пунтарске драге. Део је западног планинског масива Крка, чији су највиши врхови: Обзово (568 м), Вели врх (541 м), Орљак (537 м), Вели Хлам (482 м) и Мали Хлам (446 м), јужни наставак планине је острво Првић (363 м).
На Обзово се може попети са Башке, Старе Башке и Пунта, са све три стране постоје добро означене планинарске стазе. Најлакша стаза је она која води од Трескавца (или Малмашуте) највише точке на цести Крк - Башка (319 м). Од Трескавца до Велог врха води макадамска цеста од око 1 км кроз шуму приморског бора, тако се може лаганом шетњом и благим успоном преко камењара стићи на Обзово.
С Обзова се пружа поглед на острва Крк, Раб, читав Кварнерић, Ријечки залив и околне планине на копну. 
Испод Велог Врха и Трескавца налази се извор Сухе Ричине јединог сталног водотока на свим јадранским острвима.
У Њивицама постоји планинарско друштво Обзова